# Aspidiotus coryphae
Aspidiotus coryphae är en insektsart som beskrevs av Cockerell och Robinson 1915. Aspidiotus coryphae ingår i släktet Aspidiotus och familjen pansarsköldlöss.
Artens utbredningsområde är Filippinerna. Inga underarter finns listade i Catalogue of Life.